# Adam Schaff
Adam Schaff (Leópolis, 10 de março de 1913 — Varsóvia, 12 de novembro de 2006) foi um filósofo marxista polonês.

## Biografia
Estudou na École de Sciences Politiques et Economiques de Paris. Em 1945 doutorou-se em Filosofia. Professor dessa matéria, inicialmente em Lodz, transferiu-se posteriormente para Varsóvia. Membro da Academia Polonesa de Ciências e do Clube de Roma, tornou-se Diretor do Instituto de Filosofia e Sociologia. Mais tarde trabalhou também em Viena. É autor de vasta bibliografia referente a assuntos de Filosofia e Ciências Humanas.

## Obras (seleção)
- A Sociedade Informática, Ed. Brasiliense
- História e Verdade, Ed. Martins Fontes
- Introdução à Semántica, Ed. Civilizaçao Brasileira
- Linguagem e Conhecimento, Ed. Almedina
- O Marxismo e o Indivíduo, Ed. Civilizaçao Brasileira